# Schlacht von Gavinana
Die Schlacht von Gavinana wurde am 3. August 1530 im Rahmen der Italienischen Kriege zwischen Florenz und Kaiser Karl V. ausgetragen. Die kaiserlichen Streitkräfte unter Philibert de Chalon gerieten im Kampf gegen die zahlenmäßig unterlegenen Florentiner unter Francesco Ferrucci zunächst in die Defensive. Die von Fabrizio Maramaldo (einem Italiener in kaiserlichen Diensten) herangeführten Verstärkungen wendeten das Blatt zugunsten der kaiserlichen Truppen. Der schwer verwundete Ferrucci wurde nach der Schlacht von Maramaldo getötet. Durch diesen kaiserlichen Sieg konnten die Medici wieder die Macht in Florenz übernehmen. Dies hatte Karl V. dem Medici-Papst Clemens VII. versprochen, nachdem dieser ihn in Bologna zum König von Italien und zum Kaiser gekrönt hatte.